# Геронтологија (часопис)
Геронтологија је интердисциплинарни научни часопис који се једини у Србији бави се питањима старења. Обухвата област друштвених наука и медицине.

## О часопису

### Историјат
Као часопис Геронтолошког друштва Србије, Геронтологија је од 1973. до 1993. године излазила под називом Геронтолошки зборник.

### Периодичност излажења
Часопис Геронтологија излази два пута годишње.

## Уредници
- проф. др Слободанка Гашић Павишић - главни и одговорни уредник
- проф. др Драгослав П.Милошевић - област геријатрије

Часопис Геронтологија, број 1 и број 2 из 2016. године

## Теме
Часопис Геронтологија објављује радове из области друштвених наука и медицине.
- Социологија
- Демографија
- Социјална политика
- Социјални рад
- Психологија
- Педагошка геронтологија
- Спортске науке
- Геријатрија

## Категоризаија часописа
Часопис је категорисан од стране Министарства просвете, науке и технолошког развоја РС у две категорије: медицинске науке и друштвене науке - социологија и демографија.

## Електронски облик часописа
Од броја 2/2016 Геронтологија се објављује у електронској верзији.